# Laacher See
Laacher See eller Laachersøen (Tysk udtale: [ˈlaːxɐ ˈzeː]), er en vulkansk calderasø med en diameter på 2 km i Rheinland-Pfalz, Tyskland, omkring 24 km nordvest for Koblenz, 37 km syd for Bonn og 8 km vest for Andernach. Det er i Eifel- bjergkæden og er en del af det østlige Eifel-vulkanfelt inden for det større vulkanske Eifel. Søen blev dannet af et Plinisk udbrud cirka 13.000 år f.Kr med et VEI (Volcanic Explosivity Index) på 6, på samme skala som Pinatubo-udbruddet i 1991. Den vulkanske udledning, der kan observeres som mofettaer på den sydøstlige bred af søen, er tegn på sovende vulkanisme.

## Beskrivelse
Søen er oval i form og omgivet af høje bredder. Lavaen blev brudt til møllesten fra den romerske periode indtil indførelsen af jernvalser til formaling af korn.
På den vestlige side ligger det benediktinske Maria Laach-kloster (Abbatia Lacensis), grundlagt i 1093 af Henrik 2. af Laach fra Luxembourg-huset, den første Pfalzgreve, som havde sit slot over for klostret over den østlige side af søen. 
Søen har ikke noget naturligt udløb, men er drænet af en tunnel gravet før 1170 og genopbygget flere gange siden. Det er opkaldt efter Fulbert, abbed for klostret fra 1152-1177, som menes at have bygget det. 

## Udbruddet
Vulkanismen i Tyskland kan spores tilbage i millioner af år, relateret til udviklingen af det europæiske cenozoiske riftsystem, som blev forårsaget af kollisionen mellem de afrikanske og eurasiske plader, men den har været koncentreret i udbrud i forbindelse med bevægelse af isen under glaciale fremskridt og tilbagetrækninger.
De første udbrud af Laacher See, som fandt sted i det sene forår eller forsommeren, jævnede træer op til fire kilometer væk. Magmaen åbnede en passage til overfladen, der brød ud i omkring ti timer, hvor fanen formentlig nåede en højde på 35 kilometer. Aktiviteten fortsatte i flere uger eller måneder og producerede pyroklastiske strømme, der dækkede dale op til ti kilometer væk med klæbrig tephra. Nær krateret når aflejringer over halvtreds meter i tykkelse, og selv fem kilometer væk er de stadig ti meter tykke. Alle planter og dyr i en afstand på omkring tres kilometer mod nordøst og fyrre kilometer mod sydøst skal være udslettet. Anslået 6 km magma brød ud, producerede omkring 16 km af tephra. Dette 'enorme' Pliniske udbrud havde således et vulkansk eksplosivitetsindeks (VEI) på 6.
Tephra-aflejringer fra udbruddet inddæmmede Rhinen og skabte en 140 km2 stor sø. Da dæmningen gik i stykker, fejede en oversvømmelse nedstrøms og efterlod aflejringer så langt væk som til Bonn. Nedfaldet er blevet identificeret i et område på mere end 300.000 kvadratkilometer, der strækker sig fra det centrale Frankrig til det nordlige Italien og fra det sydlige Sverige til Polen, hvilket gør det til et uvurderligt værktøj til kronologisk korrelation af arkæologiske og palæo-miljømæssige lag på tværs af området.

## Eftervirkninger af udbruddet
Eftervirkninger af udbruddet var begrænsede og bestod af flere år med kolde somre og op til to årtiers miljøforstyrrelser i Tyskland. Imidlertid blev livet for den lokale befolkning, kendt som Federmesser-kulturen, forstyrret. Før udbruddet var de et sparsomt fordelt folk, der ernærede sig ved fouragering og jagt ved at bruge både spyd og bue og pile. Ifølge arkæolog Felix Riede ser det ud til, at det område, der er mest berørt af nedfaldet, Thüringer-bassinet der var bosat af Federmesser, efter udbruddet er stort set blevet affolket, mens befolkningerne i det sydvestlige Tyskland og Frankrig steg. To nye kulturer, Bromme i det sydlige Skandinavien og Perstunian i det nordøstlige Europa opstod. Disse kulturer havde et lavere niveau af færdigheder i værktøjsfremstilling end Federmesser, især Bromme, der ser ud til at have mistet bue og pil teknologien. Efter Riedes opfattelse var faldet et resultat af forstyrrelsen forårsaget af Laacher See-vulkanen.
Udbruddet blev diskuteret som en mulig årsag til Yngre Dryas, en periode med global afkøling nær slutningen af det sidste glaciale maksimum, der så ud til at falde sammen med tidspunktet for Laacher See-udbruddet. Imidlertid viste en forbedret datering af begyndelsen af de yngre Dryas i Europa, offentliggjort i 2021, at den begyndte omkring 200 år efter udbruddet, og udelukkede det som en potentiel årsag.